# Helcogramma vulcana
Helcogramma vulcana es una especie de pez de la familia Tripterygiidae en el orden de los Perciformes.

## Morfología
• Los machos pueden llegar alcanzar los 3,8 cm de longitud total.

## Hábitat
Es un pez de mar y de clima tropical que vive hasta los 5 m de profundidad.

## Distribución geográfica
Se encuentra en el Mar de Banda (Indonesia ).